# 한국군사학논집
한국군사학논집(韓國軍事學論集)은 군과 관련된 논문을 싣는 학술지(군사학술지, 한국연구재단 등록 등재학술지)이다. 육군사관학교 화랑대연구소에서 연 3회 발행하며, 국방 및 군사와 관련된 논문은 어떤 것이든 투고하여 심사받을 수 있다. 국가 기관에서 운영되는 학술지이기 때문에 투고료 및 심사료가 무료이다. 2015년 10월 15일 현재 71집 2권까지 나와있을 정도로 역사가 오랜 논문집이다.